# Halowe Mistrzostwa Europy w Lekkoatletyce 1974 – skok w dal mężczyzn
Skok w dal mężczyzn – jedna z konkurencji technicznych rozgrywanych podczas halowych lekkoatletycznych mistrzostw Europy w hali Scandinavium w Göteborgu. Rozegrano od razu finał 9 marca 1974. Zwyciężył reprezentant Francji Jean-François Bonhème. Tytułu zdobytego na poprzednich mistrzostwach nie obronił Hans Baumgartner z Republiki Federalnej Niemiec, który tym razem wywalczył srebrny medal.

## Rezultaty
Rozegrano od razu finał, w którym wzięło udział 12 skoczków.

Opracowano na podstawie materiału źródłowego.
| Poz. | Zawodnik                | Reprezentacja   | Próby | Próby | Próby | Próby | Próby | Próby | Wynik | Uwagi |
| Poz. | Zawodnik                | Reprezentacja   | 1     | 2     | 3     | 4     | 5     | 6     | Wynik | Uwagi |
| ---- | ----------------------- | --------------- | ----- | ----- | ----- | ----- | ----- | ----- | ----- | ----- |
| 01 ! | Jean-François Bonhème   | Francja         | 8,17  | x     | x     | x     | x     | x     | 8,17  | NR    |
| 02 ! | Hans Baumgartner        | RFN             | 7,95  | 8,10  | 6,26  | 7,68  | 7,99  | 7,95  | 8,10  |       |
| 03 ! | Max Klauß               | NRD             | x     | 7,42  | 8,03  | 7,66  | 7,68  | 7,99  | 8,03  |       |
| 4.   | Wałerij Podłużny        | ZSRR            | 7,58  | x     | 7,72  | 7,97  | x     | 7,82  | 7,97  |       |
| 5.   | Grzegorz Cybulski       | Polska          | 7,82  | 7,79  | x     | 7,63  | 7,86  | 7,77  | 7,86  |       |
| 6.   | Alan Lerwill            | Wielka Brytania | x     | 7,69  | 7,84  | 7,68  | x     | x     | 7,84  |       |
| 7.   | Rafael Blanquer         | Hiszpania       | 7,47  | 7,64  | 7,69  | 7,65  | 7,66  | x     | 7,69  |       |
| 8.   | Frank Wartenberg        | NRD             | 7,49  | 7,65  | 7,52  | 7,36  | 7,35  | 7,36  | 7,65  |       |
| 9.   | Ulf Jarfelt             | Szwecja         |       |       |       |       |       |       | 7,60  |       |
| 10.  | Carol Corbu             | Rumunia         |       |       |       |       |       |       | 7,34  |       |
| 11.  | Andreas Gloerfeld       | RFN             |       |       |       |       |       |       | 7,27  |       |
| 112. | Aleksiej Pieriewierziew | ZSRR            |       |       |       |       |       |       | 6,95  |       |